# 수산화 마그네슘
수산화 마그네슘(Magnesium hydroxide)은 약염기 이온결합 물질이다. 수산화 마그네슘은 물에 대한 용해도가 매우 낮아 물에 혼합하게 되면 용액이 과포화되어 우유와 흡사하게 하얀빛을 띈다. 이 때문에 '마그네시아의 우유'라는 별칭이 있다. 주로 제산제의 주성분으로 사용하며, 엽산과 철, 칼륨 흡수를 방해한다. 수산화 마그네슘 암석은 수활석이라고 한다.

## 제법
마그네슘 염에 수산화 알칼리를 작용시켜 콜로이드 형태로 침전되는 수산화 마그네슘을 얻는다.
Mg2+ (aq) + 2 OH− (aq) → Mg(OH)2 (s)
공업적으로는 수활석에서 채취하거나 해수로부터 반응시켜 대량으로 생산한다.

## 용도

### 의학적 용도
수산화 마그네슘 현탁액은 주로 제산제나 설사약으로 사용된다.  또, 칼륨 흡수를 억제하기 때문에 고칼륨증 치료에도 사용하나 그 외 용도에 사용할 때 부작용으로 저칼륨증과 근육통을 야기할 수 있다. . 또한, 겨드랑이 냄새 탈취제로도 사용하며, 국소적 구내염 및 구강 궤양에 사용하기도 한다. 과다 복용시 고 마그네슘증의 위험이 있다.

### 산업적 용도
수산화 마그네슘은 인체에 무해하기 때문에 산성 폐수를 중화하는데 사용한다. 또한, 수산화 칼슘과 함께 산호를 이루는 주성분이기에 인공 산호를 제조하는데 사용된다. 그리고 흡열 분해점이 332 ° C로 높기 때문에 다른 물질, 반응에 첨가시 발화점을 높히고 연기가 적게 나게 한다.
Mg(OH)2 (s) → MgO (s) + H2O (g)
또한, 연소시 산소를 흡수하고 물을 생성하여 가연성 물질을 제거하기 때문에 화재 방지용으로 플라스틱 제품, 지붕등에 코팅하기도 한다.

## 신진 대사
수산화 마그네슘은 복용양에 따라 사용 목적이 나뉜다.
성인 복용 기준으로 0.5g ~ 1.5g의 수산화 마그네슘을 복용하게 되면, 다음과 같은 반응이 일어나 위액 속 염산을 중화시킨다.
Mg(OH)2 (s) + 2HCl (aq)→ MgCl2 (aq) + 2H2O (l)
이 보다 많은 2g ~ 5g을 섭취 할 경우, 중화 되고 남은 다량의 수산화 마그네슘이 주변 소화관에 흡수되어 농도를 높히고, 삼투압 현상으로 인해 소화관이 주변 세포조직으로부터 물을 흡수하게끔 만든다. 그 결과, 연동운동이 활발해지며 대변을 부드럽게 한다. 남은 수산화 마그네슘은 소장에 일부 흡수된다. 이 과정에서 신부전증을 앓고 있는 환자는 혈변 증상을 일으킬 수도 있다.